# Lime (colore)
Il limetta, o lime, è un colore a metà strada fra il giallo e il chartreuse, chiamato così proprio per la sua somiglianza con il colore del frutto omonimo. È solitamente rappresentato come un giallo elettrico brillante.
Il primo uso che si ricordi del termine lime come definizione di un colore è stato fatto nel 1905.

## Gradazioni

### Lime elettrico
Il lime elettrico è un colore creato dalla Crayola nel 1990. È una tinta particolarmente usata nelle arti psichedeliche.

### Limetta verde
Il limetta verde è il colore della buccia del frutto della limetta.

### Confronto dei limetta
- Polpa di limetta (Hex: #D1E189) (RGB: 200, 225, 137)
- Lime elettrico (Crayola) (Hex: #CCFF00) (RGB: 204, 255, 0)
- Limetta (Hex: #BFFF00) (RGB: 191, 255, 0)
- Verde (X11 colore web "lime") (Hex: #00FF00) (RGB: 0, 255, 0)
- Limetta verde (colore web) (Hex: #32CD32) (RGB: 50, 205, 50)